# Vườn quốc gia Bukhansan

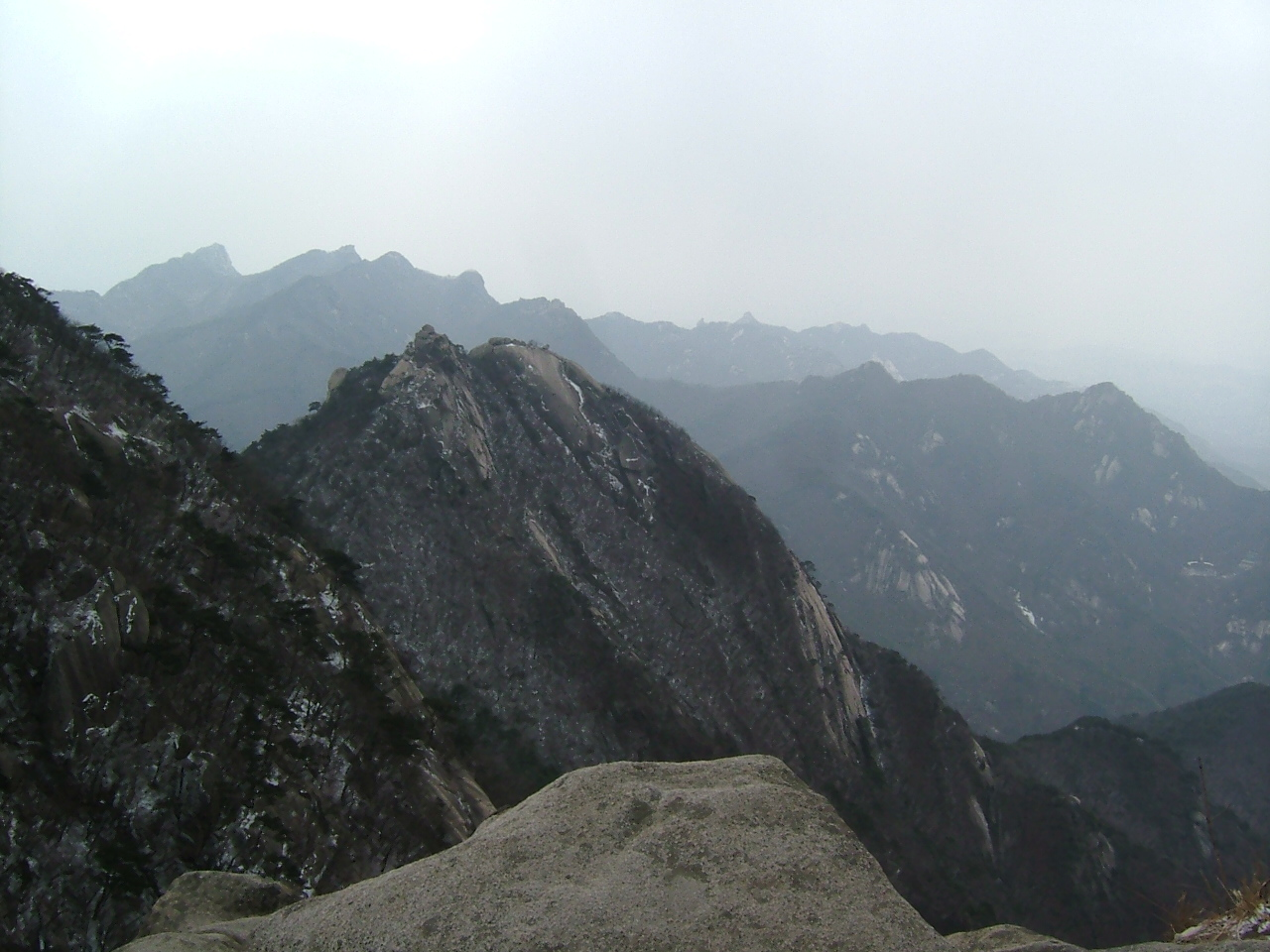
Vườn quốc gia Bukhansan, gần đỉnh núi Baekundae.

Vườn quốc gia Bukhansan ở Seoul và Gyeonggi có diện tích 79,92 km² và được thành lập ngày 2/4/1983. Vườn quốc gia này có các khu vực rừng, đền thờ và các ngọn núi đá granite, nổi tiếng nhất là đỉnh Baekundae (836,5m), Insubong (810,5m) và Mangnyeongdae (799,5m). Do nó phổ biến với dân leo núi và dân Seoul, một vài đường mòn bị đóng luân phiên để tránh hư hại môi trường. Pháo đài Bukhansanseong nằm trong vườn quốc gia này cùng với 9,5 km tường thành bảo vệ. Một pháo đài đã được xây năm 132 sau Công Nguyên để bảo vệ Seoul khỏi xâm lăng ngoại bang và được mở rộng như kích cỡ ngày nay năm 1711. Nó được xây lại sau khi bị hư hại trong Chiến tranh Triều Tiên.